# Troyes
Troyes är en stad och kommun i departementet Aube i regionen Grand Est (tidigare regionen Champagne-Ardenne) i nordöstra Frankrike. Kommunen är chef-lieu för sju kantoner i arrondissementet Troyes och även chef-lieu för departementet Aube. År 2022 hade Troyes 62 443 invånare. Staden ligger vid floden Seine och ligger omedelbart intill Pont-Sainte-Marie. Från Troyes kom troligen författaren Chrétien de Troyes. Även fotbollslaget Troyes AC kommer från staden.

## Befolkningsutveckling
Antalet invånare i kommunen Troyes
Referens: INSEE

## Galleri

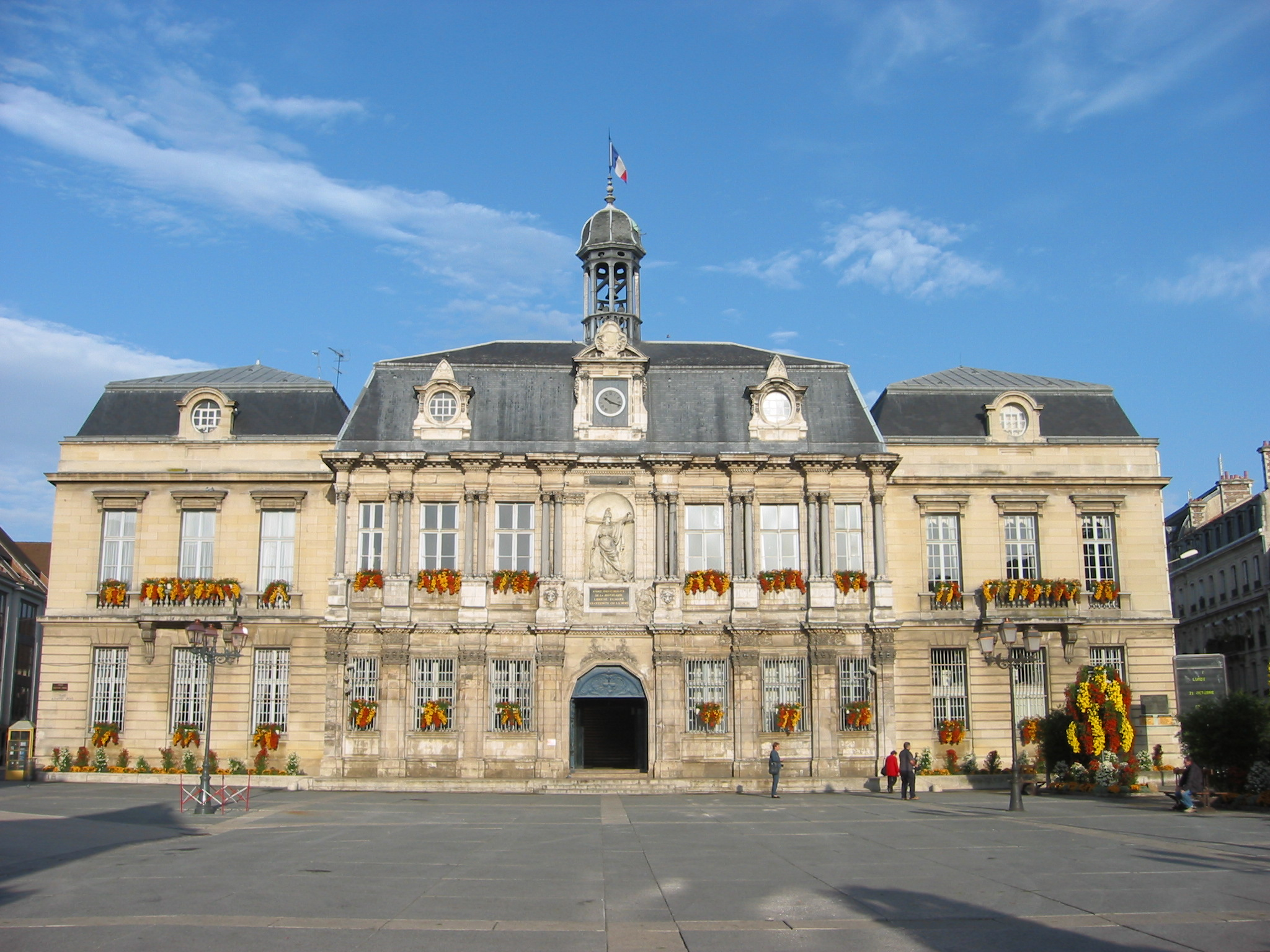
Stadshuset
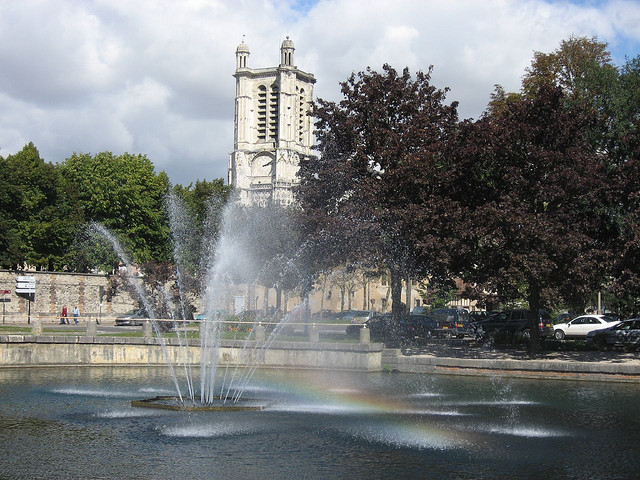
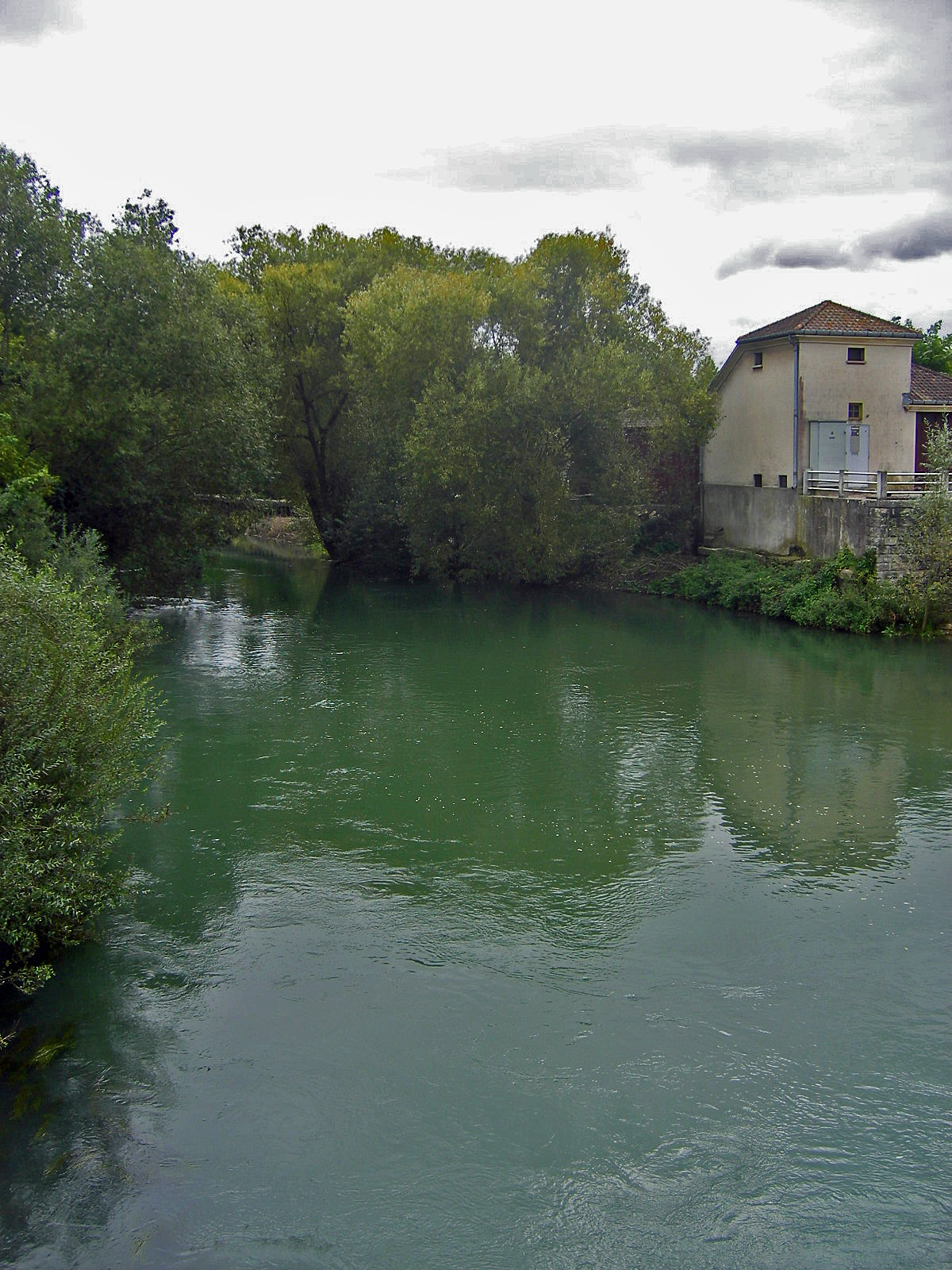
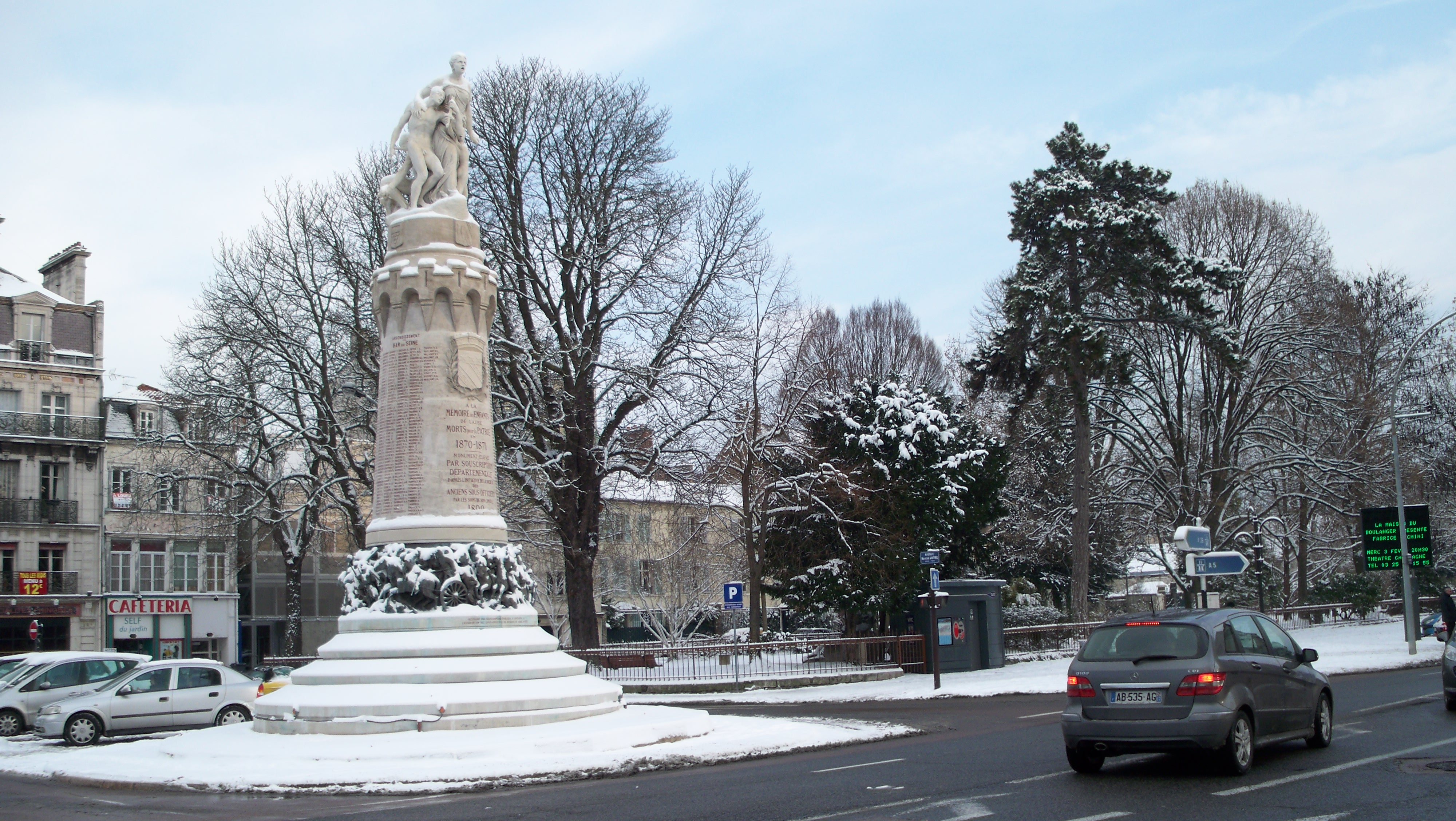
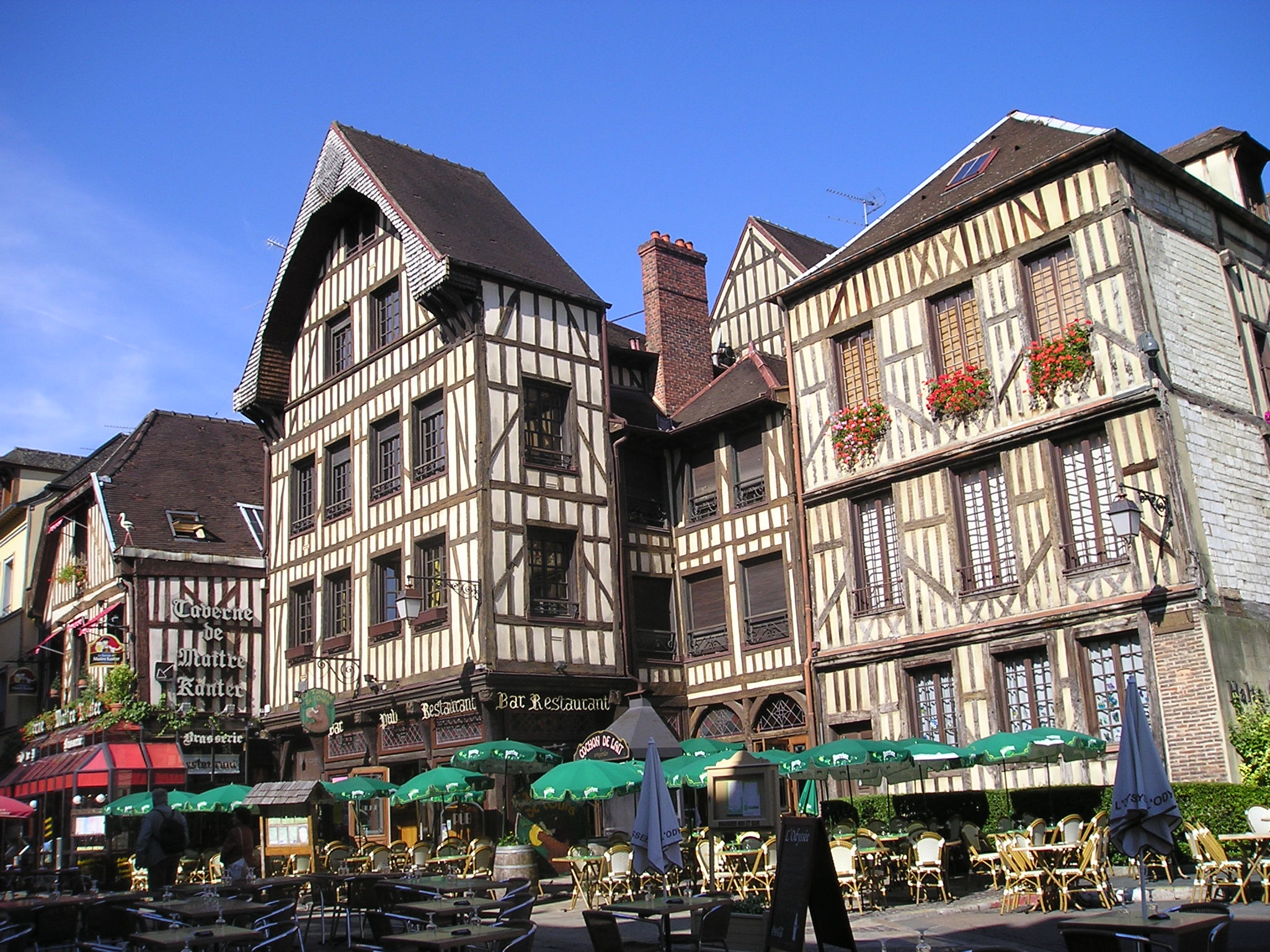
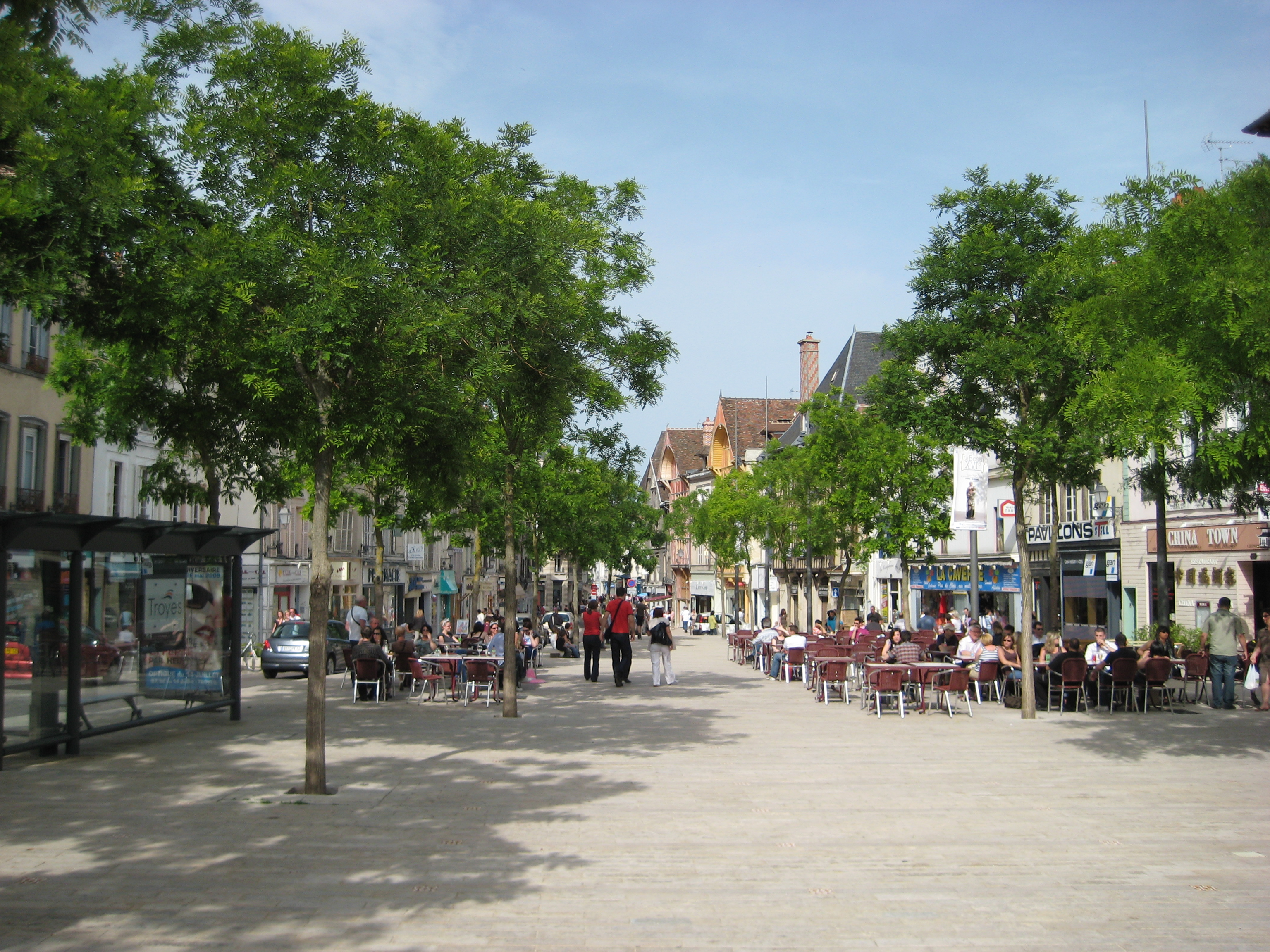
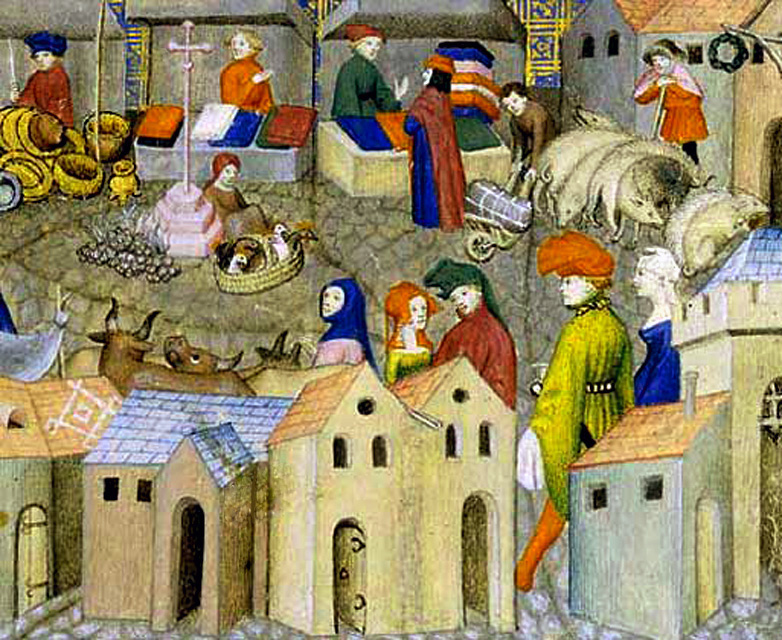